# Svetlanaebyctiscus vitis
Svetlanaebyctiscus vitis is een keversoort uit de familie Rhynchitidae. De wetenschappelijke naam van de soort is voor het eerst geldig gepubliceerd in 1959 door Ter-Minassian.